# 帝国アハト刑
帝国アハト刑（ていこくアハトけい、ドイツ語: Reichsacht、ライヒスアハト）とは、神聖ローマ帝国内で行われた法益剥奪刑。帝国平和喪失刑とも称され、神聖ローマ皇帝や帝国議会などがこれを決定した。ächten（無法者・無法者になる）とも。

## 概要
ゲルマン古法のアハトに由来する。アハトは絶対的平和喪失、フェーデは相対的平和喪失とみられた。
帝国アハト刑に処せられた者は、帝国内における全ての法的権利や財産を剥奪される。受刑者は基本的に死人とみなされ、誰との交流もできず、援助もされない。恩赦によってのみ救済され得る過酷な刑罰であった。
神聖ローマ帝国内の領主はたびたびこの刑を受けた。対象となった領主の領邦は周囲の領邦から征服されることになったばかりではなく、その領民もその保有する債権を破棄される好機として利用されることがあった。マルティン・ルターもこの刑を受けたことで有名である。